# Jingpo Lacus
Jingpo Lacus je jezero na Saturnově měsíci Titanu, nacházející se na severní polokouli. Svou velikostí je podobné Ontario Lacus, a spolu s dalšími třemi (Kraken Mare, Ligeia Mare a Punga Mare) patří mezi pět největších těles tvořených kapalinami na Titanu. Skládá se z tekutých uhlovodíků, především metanu a etanu. Leží na západ od většího Kraken Mare a měří na délku zhruba 240 kilometrů, zhruba stejně, jako pozemské Oněžské jezero. Je pojmenováno podle jezera Jingpo v Číně.

## Zrcadlový odraz paprsků
8. července 2009 zpozoroval vizuální infračervený mapovací spektrometr sondy Cassini zrcadlový odraz v pásmu 5 mikrometrů na jezeře Jingpo Lacus, konkrétně v oblasti 71° severní šířky a 337° západní délky.) Odrazy ukázaly hladký, zrcadlovitý povrch, takže toto pozorování potvrdilo přítomnost velkého kapalného tělesa, které předpovědělo radarové snímkování. Pozorování bylo provedeno krátce poté, co se severní polární oblast vymanila z patnáct let dlouhé zimní tmy.

## Gallerie
|  |  |